# Афанасьев, Леонид Викторович
Леонид Викторович Афана́сьев (20 августа 1921, Томск, СССР — 5 октября 1995, Москва, Российская Федерация) — советский композитор. Народный артист РСФСР (1986). Участник Великой Отечественной войны — военный лётчик, командир эскадрильи штурмового авиаполка, кавалер трёх орденов.

## Биография
Родился 20 августа 1921 года в Томске. В 1930 году отец, Виктор Васильевич, скоропостижно скончался. Конкордия Евгеньевна, мать Леонида Афанасьева, была музыкантом-профессионалом, окончила музыкальное училище в Томске, уехала с сыном в Семипалатинск. Работала в областном радиокомитете, была концертмейстером, педагогом по пианино, диктором.
В 1931—1939 учился в школе № 1 им. Н. Г. Чернышевского в Семипалатинске. После окончания школы (и одновременно семипалатинского аэроклуба) в 1939 году сделал выбор в пользу авиации и лётного дела. В 1940 году окончил 1-ю Чкаловскую военную авиационную школу пилотов им. К. Е. Ворошилова. После окончания авиашколы (училища) был оставлен в ней инструктором на самолётах СБ и Ил-2.
На фронте Великой Отечественной войны с 29 февраля 1944 года. Был заместителем командира (штурманом), командиром эскадрильи 948-го штурмового авиационного полка 308-й штурмовой авиационной дивизии. Совершил 62 боевых вылета на самолёте Ил-2. В июле 1944 был тяжело ранен во время бомбардировки аэродрома. За боевые отличия награждён орденами: Красного Знамени (за 9 боевых вылетов), Отечественной войны I степени (за 36 боевых вылетов), Александра Невского (за 62 боевых вылета).
Член ВКП(б) с 1944 года.
В 1946—1951 годах учился в Алма-Атинской консерватории (класс Е. Г. Брусиловского), в 1951—1952 годах — в аспирантуре МГК имени П. И. Чайковского (класс А. И. Хачатуряна). Был консультантом творческой комиссии СК СССР.
Известен главным образом как автор песен, а также музыки к ряду популярных кинофильмов, среди которых «Когда деревья были большими», «Евдокия», «Хоккеисты» (песню «Синий лёд» на стихи Сергея Гребенникова и Николая Добронравова исполнил в фильме Олег Анофриев), сериалы «Тени исчезают в полдень» (в начале 5-й серии которого прозвучала песня «Гляжу в озёра синие» на слова Игоря Шаферана в исполнении Екатерины Шавриной), «Вечный зов».
Умер 5 октября 1995 года. Похоронен в Москве на Кунцевском кладбище (9-й уч.). На памятнике композитору и в прошлом военному лётчику над лаконичной надписью (ФИО и даты жизни) изображён окрылённый скрипичный ключ.

## Сочинения
- оперетта «Калифорнийский сувенир» (1970)
- симфония «Друзьям однополчанам» (1969)
- концертный вальс (1950)
- вокально-симфоническая поэма «Коммунисты, вперёд!» (1971; стихи А. П. Межирова)
- 4 симфонические поэмы (1949, 1953, 1954, 1972)
- 2 струнных квартета (1950, 1956)
- симфонические поэмы, прелюдии, детские пьесы, концерты
- песни, баллады, романсы
  - «Гляжу в озёра синие» (слова И. Шаферан), из телесериала «Тени исчезают в полдень»
  - "Соколёнок" (слова Л. Куксо)[5] из фильма «Это было в разведке»
- концерт для скрипки с оркестром

## Фильмография
- 1956 — Призвание
- 1958 — Память сердца
- 1958 — Стучись в любую дверь
- 1960 — Прыжок на заре
- 1960 — В одном районе
- 1961 — Когда деревья были большими
- 1961 — Евдокия
- 1963 — Утренние поезда
- 1963 — Самый медленный поезд
- 1964 — Хоккеисты
- 1964 — Письма к живым
- 1965 — Таёжный десант
- 1965 — Игра без правил
- 1966 — Ожидания
- 1967 — Взорванный ад
- 1967 — Стюардесса
- 1967 — Поиск
- 1967 — Там, где длинная зима
- 1968 — Времена года
- 1968 — Хозяин тайги
- 1968 — Это было в разведке
- 1969 — Неподсуден
- 1970 — Морской характер
- 1971 — Тени исчезают в полдень
- 1973 — Человек в штатском
- 1973 — Великие голодранцы
- 1973 — Вечный зов
- 1974 — Северный вариант
- 1975 — Тайна горного подземелья
- 1975 — Мои дорогие
- 1977 — Красный чернозём
- 1978 — Голубые молнии
- 1978 — И ты увидишь небо
- 1979 — Отец и сын
- 1979 — Так и будет
- 1979 — Тяжёлая вода
- 1980 — Свадебная ночь
- 1985 — Белая палатка
- 1985 — Постарайся остаться живым
- 1996 — Ермак

## Награды и премии
- Сталинская премия третьей степени (1952) — за концерт для скрипки с оркестром (1951)
- народный артист РСФСР (1986)
- заслуженный деятель искусств РСФСР (1975)
- орден Красного Знамени (27.8.1944)
- орден Александра Невского (21.5.1945)
- орден Отечественной войны I степени (25.4.1945)
- орден Отечественной войны I степени (06.4.1985)
- орден Дружбы народов (14.11.1980)[6]
- медали